# Mistrzostwa Azji w Zapasach 1979
Mistrzostwa Azji w zapasach w 1979 roku odbyły się od 8 do 11 listopada w Dźalandharze w Indiach. Rozegrano tylko zawody w stylu wolnym.

## Tabela medalowa
|    | Państwo          |   |   |   | Razem: |
| -- | ---------------- | - | - | - | ------ |
| 1. | Japonia          | 5 | 1 | 1 | 7      |
| 2. | Iran             | 4 | 2 | 3 | 9      |
| 3. | Pakistan         | 1 | 0 | 1 | 2      |
| 4. | Indie            | 0 | 6 | 2 | 8      |
| 5. | Korea Południowa | 0 | 1 | 2 | 3      |
| 6. | Chiny            | 0 | 0 | 1 | 1      |

## Wyniki

### styl wolny
| Waga    | Złoto:            | Srebro:              | Brąz:                 |
| 48 kg   | Takashi Irie      | Mahabir Singh        | Sobhan Ruhi           |
| 52 kg   | Masaki Motozawa   | Ashok Kumar          | Ji Yong-hong          |
| 57 kg   | Muhammad Azeem    | Rasul Hosejni        | Gian Singh            |
| 62 kg   | Tsuneo Taga       | Ali Abdoli           | Yang Jung-mo          |
| 68 kg   | Akira Miyahara    | Jagmander Singh      | Dżahandar Abdolbagher |
| 74 kg   | Hosejn Mohebbi    | Ko Jin-won           | Rajinder Singh        |
| 82 kg   | Dżabbar Mahdijun  | Masaru Motegi        | Wang Yaowei           |
| 90 kg   | Hasan Mohebbi     | Budh Singh           | Akira Suzuki          |
| 100 kg  | Yoshiaki Yatsu    | Kartar Dhillon Singh | Ali Reza Solejmani    |
| +100 kg | Reza Suchtesaraji | Satpal Singh         | Muhammad Salah-ud-din |